# Everybody Down
Everybody Down — дебютный студийный альбом британского музыканта и поэта Кейя Темпеста. Он был выпущен 19 мая 2014 года и номинирован на премию Mercury Prize 2014 года. Его композиции представляют собой единый сюжетный цикл с последовательной повествовательной дугой, в основе которой лежит главная героиня по имени Бекки.

## Отзывы
| Совокупная оценка | Совокупная оценка |
| Источник          | Оценка            |
| ----------------- | ----------------- |
| Metacritic        | 77/100            |
| Оценки критиков   |                   |
| Источник          | Оценка            |
| AllMusic          | [ 6 ]             |
| Clash             | 8/10              |
| Drowned in Sound  | 7/10              |
| The Guardian      | [ 1 ]             |
| NME               | [ 2 ]             |

Альбом получил положительные отзывы музыкальной критики и интернет-изданий.
Согласно агрегатору рецензий Metacritic, альбом Everybody Down имеет оценку 77 из 100, что указывает на «в целом положительные отзывы».
Люк Бирдсворт из Drowned in Sound дал альбому оценку 7 из 10, написав: «Everybody Down — мощный и смелый альбом, в котором такие темы, как секс-работа и торговля наркотиками, поднимаются с невероятным остроумием и тонкостью».
Тимоти Монджер из AllMusic отметил что «Лондонец Кей Темпест, занимающий промежуточное положение между Джоном Купером Кларком и Скробиусом Пипом, или The Streets и Сэмюэлем Беккетом, — поэт/рэпер, настоящий шедевр по обе стороны этой черты. Everybody Down, его дебютный альбом на лейбле Big Dada, можно было бы считать перформансом поэзии — как и его произведение „Brand New Ancients“, исполненное с оркестровым сопровождением в лондонском Центре искусств Баттерси и получившее в том же году премию Теда Хьюза за новаторство в поэзии, — но музыка Дэна Кэри — это бит, уличная музыка, к тому же, если городские персонажи, появляющиеся и исчезающие в этой истории, не носят толстовки с капюшонами и кроссовки, то, должно быть, потому, что они принимают еженедельную ванну. В этом и проблема удачно названного альбома „Everybody Down“, поскольку этот концептуальный альбом рассказывает о трёх персонажах, которые настолько одиноки, что стали злобными, угрюмыми, язвительными и склонными к саморазрушению, а о надежде говорят лишь как о чем-то, что встречается им во сне. Палитра унылая, и единственным ярким пятном является мастерство Темпеста, которое он нарисовал. К тому же, легко скатиться в непривлекательность, когда твой дядя-заключённый приходит и смотрит взглядом, говорящим не „Я люблю тебя“, а „Это бизнес, и тебе пора идти“ („To the Victor the Spoils“). И хотя в Brand New Ancients были свои фениксы, этот альбом — о пепле. Даже если Everybody Down — это сплошные острые ощущения, таблетки и боли в животе, и в основном последнее, Темпесту всего 27, и он уже считает поп-музыку высоким искусством. Простите его за то, что он не восстаёт против тьмы, а потом насладитесь тем, как он хорошо поёт песню падших и забытых».

## Список композиций
| №   | Название                   | Длительность |
| --- | -------------------------- | ------------ |
| 1.  | «Marshall Law»             | 5:28         |
| 2.  | «The Truth»                | 3:33         |
| 3.  | «Lonely Daze»              | 3:58         |
| 4.  | «Chicken»                  | 2:47         |
| 5.  | «The Beigeness»            | 3:09         |
| 6.  | «Theme from Becky»         | 3:56         |
| 7.  | «Stink»                    | 2:46         |
| 8.  | «The Heist»                | 3:55         |
| 9.  | «To the Victor the Spoils» | 3:01         |
| 10. | «Circles»                  | 5:06         |
| 11. | «A Hammer»                 | 3:42         |
| 12. | «Happy End»                | 7:15         |

## Чарты
| Чарт (2014)                                  | Высшая позиция |
| -------------------------------------------- | -------------- |
| Великобритания (UK Independent Albums Chart) | 20             |
| Великобритания (UK Albums Chart)             | 94             |